# Galápagos-Affäre

Galápagos-Inseln

Der von Journalisten geprägte Begriff Galápagos-Affäre bezeichnet Ereignisse, die sich zwischen März und November 1934 hauptsächlich unter deutschen Ansiedlern auf der zum Galápagos-Archipel gehörenden Insel Floreana ereigneten. Im Verlauf der Ereignisse kamen drei Menschen unter teilweise ungeklärten Umständen zu Tode und drei weitere verschwanden spurlos. Die Vorfälle, die niemals restlos aufgeklärt wurden, beschäftigten weltweit die Massenmedien und regten bis in die jüngste Vergangenheit auch literarische und filmische Verarbeitungen an.

## Insel Floreana
Die Insel Floreana (auch Santa Maria) ist 173 Quadratkilometer groß, liegt im Süden des Galápagos-Archipels im Pazifischen Ozean und gehört politisch zu Ecuador. Die Entfernung zum ecuadorianischen Festland beträgt circa 1000 Kilometer. Die Insel wurde gelegentlich von Piraten als Unterschlupf genutzt; mehrmals diente sie als Strafkolonie, aber alle Versuche einer dauerhaften Besiedelung und ökonomischen Nutzung (durch Jagd, Viehzucht und Fischfang) scheiterten bis ins 20. Jahrhundert. Seit 1793 existiert (in inoffizieller Form bis heute) ein ursprünglich von britischen Walfängern eingerichteter Postumschlagplatz in der sogenannten Post Office Bay: eine Tonne, in der Poststücke zum Weitertransport durch vorbeikommende Schiffe hinterlegt werden können. Im Zuge seiner Weltreise mit der Beagle besuchte der junge Charles Darwin 1835 die Insel und beschrieb sie in seinem Reisebericht.

## Besiedelung durch Zivilisationsflüchtlinge aus Deutschland
Ab Ende der 1920er Jahre ließen sich mehrere Gruppen von Aussteigern aus Deutschland auf der zu diesem Zeitpunkt unbewohnten Insel nieder, um dort abseits der Zivilisation als Selbstversorger zu leben.
Die erste Gruppe bestand aus dem Berliner Arzt Friedrich Adolf Ritter (geboren am 24. Mai 1886 in Wollbach) und seiner Lebensgefährtin, der Lehrerin Dore Koerwien (geboren am 25. März 1901 in Groß-Lichterfelde als Dorothee Martha Mathilde Strauch, die nach der Trennung von ihrem Mann wieder ihren Mädchennamen trug), die sich im September 1929 auf Floreana niederließen. Durch mehrere Zeitungsartikel und ein Buch, in dem er sich selbst zum „neuen Robinson“ stilisierte, machte Ritter sein Experiment der Öffentlichkeit bekannt, deren Interesse bereits durch aufsehenerregende Details wie den vorangegangenen „Partnertausch“ – Ritter wurde von seiner Geliebten begleitet, während seine Ehefrau mit deren Mann zusammenzog – geweckt worden war. Auch der Umstand, dass sich Ritter und Strauch vor der Abreise aus Deutschland sämtliche Zähne hatten ziehen lassen, um zahnmedizinischen Problemen vorzubeugen, fand große Aufmerksamkeit, ebenso die Tatsache, dass beide – außer wenn Besucher kamen – auf Floreana üblicherweise keinerlei Kleidung trugen.
Ritters und Strauchs „Zivilisationsflucht“ war angeregt durch der Form nach philosophische Überlegungen Ritters, die dieser jedoch nie in ausformulierter Weise publizierte. Im Wesentlichen bestanden seine philosophischen Überlegungen, soweit anhand seiner Veröffentlichungen rekonstruierbar, aus einer eklektischen Mischung aus Versatzstücken der Philosophien Nietzsches und Lao-Tses, erweitert durch mystizistische Elemente (so schrieb er etwa über die „tiefe Symbolik“ der Parabel, die als „faustische Kurve“ für den „germanischen Menschentypus“ stehe). Dazu gesellte sich eine grundlegende Ablehnung der westlichen Zivilisation (mit kuriosen Details wie der Abneigung gegen das Tragen von schwarzer Bekleidung und von Kopfbedeckungen), lebensreformerischen Überlegungen, der Ablehnung von Alkoholkonsum, Nikotin, Kaffee, Getreide- und Milchprodukten sowie dem programmatischen Bekenntnis zu vegetarischer Ernährung (Letzteres blieb Theorie; Ritter selbst konsumierte Fleisch, wie nicht zuletzt die Umstände seines Todes belegen). Er betonte nachdrücklich, dass seine Ablehnung zentraler Aspekte der europäischen Zivilisation nicht auf eine Verherrlichung des primitiven Lebens „der Wilden“ abziele, auch wäre es nicht seine Absicht, Schüler und Jünger heranzuziehen – seine Entscheidung, sich auf Floreana anzusiedeln, wurde von ihm als rein persönlich interpretiert. Darüber hinaus stand Ritter auch der medikamentösen Behandlung von Krankheiten kritisch gegenüber, diese sollten vielmehr durch die „Kraft der Gedanken“ überwunden werden. Ritters postum veröffentlichte Aufzeichnungen sind darüber hinaus von einer massiven Ablehnung der kapitalistischen Gesellschafts- und Wirtschaftsform (die USA galten ihm als „Ameisengesellschaft“) und von einem ausgeprägten Überlegenheitsgefühl gegenüber der lateinamerikanischen Bevölkerung geprägt; sie enthalten auch extrem rassistische und teilweise auch antisemitische Aussagen: Menschen afrikanischer Herkunft wurden von ihm etwa wörtlich als „große Affen“ bezeichnet.
Angeregt durch Ritters Artikel versuchten in der Folge mehrere Gruppen von Personen, in der Hauptsache Deutsche, sich gleichfalls auf Floreana niederzulassen: Die meisten gaben den Versuch jedoch rasch auf. Dauerhaft ließ sich im August 1932 das aus Köln stammende Ehepaar Heinz und Margret Wittmer, gemeinsam mit Harry, Heinz Wittmers zwölfjährigem Sohn aus erster Ehe, auf der Insel nieder (Heinz Wittmer war davor im Kölner Rathaus im Sekretariat des damaligen Bürgermeisters Konrad Adenauer angestellt gewesen). Die Wittmers versuchten einerseits, der Wirtschaftskrise in Deutschland zu entfliehen, andererseits erhofften sie sich durch das Klima eine Verbesserung des Gesundheitszustandes von Harry Wittmer, der an Lungen- und Augenkrankheiten litt; diese Hoffnung ging jedoch nicht in Erfüllung. Margret Wittmer war bei ihrer Ankunft auf Floreana schwanger; ihr Sohn Rolf, der am Neujahrstag des Jahres 1933 zur Welt kam, war der erste Mensch, der offiziell beurkundet auf Floreana geboren wurde (verstorben 2011). Vier Jahre später, am 18. April 1937, wurde die Tochter Floreana Ingeborg geboren.
Im Oktober 1932 ließ sich eine dritte Gruppe von Ansiedlern auf Floreana nieder. Angeführt wurde sie von einer Frau (vermutlich eine Hochstaplerin), die sich als österreichische Baronin Eloise Wagner de Bousquet ausgab (der Name Bousquet ging vermutlich auf die Ehe der „Baronin“ mit einem französischen Piloten zurück. Die Namensangaben differieren in den Quellen: So wird gelegentlich als Vorname auch Elvira, als Nachname auch Wehrborn de Wagner-Bosquet angegeben). Begleitet wurde sie von zwei Männern deutscher Herkunft, die beide offenkundig in intimer Beziehung zur „Baronin“ standen: Rudolf Lorenz, der davor gemeinsam mit der Baronin ein Geschäft namens „Antoinette“ in Paris betrieben und in den Konkurs geführt hatte, und Robert „Bubi“ Philippson aus Berlin. Anfangs gehörte auch noch ein ecuadorianischer Dienstbote namens Manuel Valdivieso zu dieser Gruppe, der die Insel jedoch bald wieder verließ. Mehrere weitere Begleiter deutscher bzw. österreichischer Herkunft blieben ebenfalls nicht auf Floreana. Erklärte Absicht der Baronin war es, auf Floreana ein Luxushotel zu errichten, wofür auch große Mengen an Baumaterial angeliefert wurden. Die sogenannte „Hacienda Paradiso“ bestand aber letztlich nur aus einer Wellblechhütte mit zwei Räumen, was die Baronin aber nicht daran hinderte, für ihr „Hotel“ Werbung zu betreiben. Die Anwesenheit des „philosophischen Robinson“ Ritter und der selbsternannten „Kaiserin von Floreana“ (so präsentierte sich die Baronin in Zeitungsartikeln) lockte in der Folge immer wieder Besucher, hauptsächlich wohlhabende US-amerikanische Jachtbesitzer, auf die abgelegene Insel. Die vermeintlich weitab von jeder Zivilisation gelegene Aussteigerkolonie wurde zu einer Attraktion für betuchte Touristen. Die Ansiedler auf Floreana wurden von diesen regelmäßig reich beschenkt und erstellten in der Folge auch Einkaufslisten für künftige Besucher. Insbesondere der US-amerikanische Millionär und Philanthrop George Allan Hancock besuchte die Insel wiederholt mit seiner Jacht, auf der auch zahlreiche Wissenschaftler, darunter der Zoologe und Meeresbiologe John S. Garth, den Galápagos-Archipel bereisten; von ihm stammt umfangreiches Filmmaterial über die Siedler von Floreana.
Von Anfang an gestaltete sich das Zusammenleben der übrigen Ansiedler mit der Baronin und ihren Begleitern konfliktträchtig. Einerseits waren die Süßwasservorräte auf der Insel beschränkt, andererseits erhob die Baronin bald den Führungsanspruch gegenüber allen anderen Bewohnern der Insel. Ihrer Auffassung nach wurden Ritter, Strauch und die Wittmers von ihr auf „ihrer“ Insel nur geduldet. Sie „beschlagnahmte“ unter Androhung von Waffengewalt Versorgungslieferungen, die für andere bestimmt waren, und kontrollierte auch den Postverkehr der übrigen Bewohner. Ihr nicht genehme Besucher wurden teilweise gewaltsam von der Insel vertrieben, wobei im November 1932 ein norwegischer Jäger erheblich verletzt und im Juni 1933 ein dänischer Kaufmann, der zuvor zeitweilig auf der „Hacienda Paradiso“ gelebt hatte, durch einen Bauchschuss, den ihm die Baronin unter ungeklärten Umständen beigebracht hatte, lebensbedrohlich verwundet wurde. Schriftliche Eingaben Ritters und der Wittmers an die ecuadorianischen Behörden, dem gewaltsamen Treiben der Baronin ein Ende zu setzen, führten zu keiner Verbesserung der Situation.
Nicht nur das Zusammenleben der einzelnen Siedlergruppen untereinander, sondern auch jenes innerhalb der einzelnen Gruppen gestaltete sich zunehmend konfliktgeladen. Das Verhältnis zwischen Friedrich Ritter und Dore Strauch, die aufgrund einer durch Krankheit (Multiple Sklerose) hervorgerufenen massiven Gehbehinderung mit den schwierigen Lebensumständen auf der Insel nur schlecht zurechtkam, gestaltete sich als zunehmend schwierig. Augenzeugenberichten zufolge wurde Strauch von Ritter, teilweise auch in Gegenwart von Dritten, körperlich misshandelt. Noch dramatischer gestalteten sich die Umstände innerhalb der Gruppe der Baronin, wo der mittlerweile (vermutlich an Tuberkulose) erkrankte Rudolf Lorenz zunehmend in die Rolle eines Arbeitssklaven gedrängt und von seinem körperlich überlegenen Rivalen Philippson regelmäßig verprügelt wurde. Anfang 1934 flüchtete Lorenz aus dieser für ihn zunehmend unerträglichen Situation und lebte in der Folge teilweise als Gast bei den Wittmers, teilweise versteckte er sich vor der Baronin und Philippson und bemühte sich gleichzeitig um eine Möglichkeit, die Insel zu verlassen. Dem Ehepaar Wittmer vertraute Lorenz an, er fürchte, dass die Baronin und Philippson vorhätten, ihn zu ermorden.

## Ereignisse von 1934
Nach Aussage von Margret Wittmer suchte die Baronin am 26. März 1934 das Ehepaar Wittmer auf, traf aber nur Frau Wittmer an. Sie bat sie, Lorenz die Nachricht zu überbringen, dass sie und Philippson vorhätten, mit einer vor Floreana vor Anker liegenden amerikanischen Jacht die Insel in Richtung Tahiti zu verlassen. Dieses Gespräch stellt, wenn Margret Wittmers Darstellung zutrifft, das letzte Auftreten der Baronin vor Zeugen dar. Sie und Philippson verschwanden in der Folge spurlos. Lorenz verkaufte daraufhin das gesamte Eigentum der Gruppe um die Baronin, inklusive des in die „Hacienda Paradiso“ eingebauten Baumaterials, an Ritter und die Wittmers und verließ im Juli 1934 die Insel auf dem Boot des norwegischen Fischers Trygve Nuggerud in Richtung Santa Cruz. Dort heuerte Lorenz Nuggerud an, ihn nach San Cristóbal (Chatham) weiterzutransportieren, wo er auf die Möglichkeit einer Schiffspassage nach Europa hoffte. Nuggeruds Boot kam jedoch nie auf San Cristóbal an. Am 17. November 1934 wurden die Leichen von Lorenz und Nuggerud auf der zum Galápagos-Archipel gehörenden unbewohnten Insel Marchena entdeckt, die sie mit dem Rettungsboot von Nuggeruds Boot erreicht hatten. Nuggeruds Motorboot und sein zwölfjähriger ecuadorianischer Schiffsjunge José Pasomino wurden nie gefunden. Am 21. November 1934 verstarb Friedrich Ritter auf Floreana an den Folgen einer Lebensmittelvergiftung, wobei die Umstände seines Todes den Verdacht nahelegen, dass die tödliche Vergiftung von Dore Strauch mit Absicht herbeigeführt worden sein könnte. Strauch verließ Floreana im Dezember 1934 in Richtung Deutschland, wobei sie sich unmittelbar vor ihrer Abreise Verhören durch einen Vertreter der ecuadorianischen Behörden und durch den deutschen Konsul in Ecuador stellen musste. Die Einvernahme durch die ecuadorianischen Behörden war jedoch augenscheinlich nur eine Formsache, es wurde nicht einmal ein beeideter Dolmetscher beigezogen.

## Publizistisches Echo
Das mediale Interesse an den rätselhaften Vorfällen um die Gruppe von europäischen „Aussteigern“ war enorm, und weltweit berichteten Zeitungen über die Vorfälle. Hierbei wurden in Ermangelung von ermittelbaren Fakten häufig phantastische Ausschmückungen, bis hin zu einem angeblich auf Floreana lastenden Fluch, kolportiert. Das offenkundige Desinteresse der ecuadorianischen Behörden, die Vorkommnisse befriedigend aufzuklären, eröffnete Raum für wilde Spekulationen. Zu den Autoren, die über die Geschehnisse berichteten, gehörte auch der damals bereits berühmte französischsprachige belgische Schriftsteller Georges Simenon, der sich im Zuge einer Weltreise gerade in der Nähe der Galápagos-Inseln befunden hatte. Er verfasste eine Serie von Artikeln über die Affäre für die französische Tageszeitung Paris-Soir, die dort ab Februar 1935 veröffentlicht wurden.
Während eines Deutschland-Urlaubes im Frühjahr und Sommer 1935 publizierte Margret Wittmer in einer deutschen Tageszeitung mehrere Artikel, in denen sie ihre Sicht der Ereignisse schilderte, was Proteste Dore Strauchs zur Folge hatte. Noch im selben Jahr erschien Strauchs eigene, von einem Ghostwriter verfasste Darstellung in englischer Sprache unter dem Titel Satan Came To Eden. Das Buch, das nie in deutscher Übersetzung erschien, enthält einige stark idealisierte Schilderungen des Zusammenlebens mit Friedrich Ritter, die in klarem Widerspruch nicht nur zur Darstellung Margret Wittmers, sondern auch zu den Schilderungen anderer Augenzeugen des Lebens von Ritter und Strauch auf Floreana stehen (ein unter dem Titel Satan kam nach Eden im Jahre 1998 in deutscher Sprache von dem Journalisten Georg Bremer veröffentlichtes Buch beschäftigt sich zwar mit denselben Ereignissen, ist aber keine Übersetzung des Buches von Dore Strauch). Teile von Strauchs Buch wurden auch in US-amerikanischen Zeitschriften abgedruckt. Auf Betreiben der Angehörigen von Friedrich Ritter und ohne Beteiligung von Strauch erschien noch im selben Jahr postum ein Band mit Aufzeichnungen und Briefen Ritters über das Leben auf Floreana (Als Robinson auf Galápagos). Eine erste Auswahl der Aufzeichnungen Ritters war bereits 1931 veröffentlicht worden.
Die Ereignisse waren zu diesem Zeitpunkt weltweit derart bekannt, dass sich der amerikanische Präsident Franklin D. Roosevelt im Zuge einer Südamerikareise im Juli 1938 eigens nach Floreana begab, um dort persönlich das Ehepaar Wittmer zu befragen (das er allerdings nicht in deren Haus antraf).
Neues Interesse an der Galápagos-Affäre erweckte 1959 die Veröffentlichung von Margret Wittmers Buch Postlagernd Floreana. Erlebnisbericht deutscher Siedler, das eine Schilderung der Lebensverhältnisse der Ansiedler enthält, darüber hinaus aber den Geschehnissen des Jahres 1934 breiten Raum einräumt. Das Buch entwickelte sich zu einem Longseller des Buchhandels und wurde auch als Taschenbuch und in Buchklubausgaben – Letzteres unter dem abgeänderten, angesichts der geschilderten Ereignisse eher unpassenden Titel Paradies am Rande der Welt – vertrieben. Bis zum Tod der Autorin im Jahre 2000 wurde das Buch in 15 Sprachen übersetzt (ins Englische bereits zwei Jahre nach Erscheinen der deutschen Erstausgabe) und weltweit in mehr als 150.000 Exemplaren verkauft. Noch heute wird es zur Bewerbung von Pauschalreisen auf die Galápagos-Inseln verwendet. Eine Art Ergänzungsband wurde unter dem Titel Postlagernd Floreana actual auf Basis von Briefen Margret Wittmers nach deren Tod veröffentlicht. Die Autorin erhielt mehrere zivile Auszeichnungen, 1992 wurde sie mit dem deutschen Bundesverdienstkreuz ausgezeichnet.
Die bislang umfassendste Analyse der Galápagos-Affäre lieferte 1983 der britische Autor John Treherne (1929–1989) mit seinem Buch The Galápagos Affair, das unter dem Titel Verloren im Paradies 1989 auch in deutscher Übersetzung erschien. Treherne, Zoologe (Insektenkundler) am Downing College der Universität Cambridge, später vor allem journalistisch tätig, war im Zuge eines wissenschaftlichen Forschungsaufenthaltes auf den Galápagos-Inseln mit Erzählungen über die Affäre konfrontiert worden. Diese faszinierten ihn derart, dass er in der Folge nicht nur sämtliche gedruckte Quellen, sondern auch die spärlichen offiziellen Akten in Ecuador auswertete, Interviews mit damals noch lebenden Zeugen führte und die Nachlässe verstorbener Zeugen einsah. In seinem Buch bemühte sich Treherne um eine schlüssige Aufklärung der Vorfälle von 1934, die im Großen und Ganzen überzeugend ausgefallen ist, aufgrund der dürftigen Quellenlage jedoch, wie der Autor selbst eingesteht, notwendigerweise spekulativ bleiben muss.
Der deutsche Journalist Georg Bremer veröffentlichte 1998 ein Buch über die Galápagos-Affäre, das jedoch im Wesentlichen (außer was das Leben der Wittmers auf Floreana nach der Affäre betrifft; hier diente Margret Wittmers Buch als Quelle) auf den Analysen von Treherne beruht – allerdings ohne dass dies ausdrücklich kenntlich gemacht wird – und auch dessen Rekonstruktion der Ereignisse von 1934 weitestgehend übernimmt.

## Rekonstruktion der Vorfälle nach John Treherne

### Verschwinden der Baronin und Philippsons
Treherne geht davon aus, dass die Erzählung der Baronin über eine Jacht, mit der sie und Philippson Floreana verlassen würden, frei erfunden war und einzig dem Zweck diente, Lorenz – dessen dringender Wunsch, die Insel zu verlassen, allgemein bekannt war – auf die „Hacienda Paradiso“ zurückzulocken. Gegen die Ansicht, dass die Baronin und Philippson die Insel auf der ominösen Jacht verlassen haben, sprechen zahlreiche Indizien. Die Baronin erwähnte gegenüber Margret Wittmer weder den Namen der Jacht noch den von deren Eigner; das Schiff wurde von keinem der Bewohner Floreanas gesichtet, auch gibt es von anderen Inseln des Archipels keine Berichte über Schiffsbewegungen zu dieser Zeit. Die Baronin und Philippson ließen den Großteil ihres persönlichen Eigentums zurück, ohne irgendwelche Verfügungen darüber getroffen zu haben, und – was am wichtigsten ist – beide tauchten nie wieder auf. Die Hypothese, dass ein Schiff, das die Baronin und Philippson von Floreana weggebracht hätte, gesunken sein könnte, wird von Treherne verworfen, da es für diese Zeit keinerlei Hinweise auf ein vermisstes Schiff in dieser Region gibt.
Wenn die Baronin und Philippson die Insel jedoch nicht verlassen haben, so ist die plausibelste Erklärung ihres spurlosen Verschwindens, dass sie Opfer eines Mordanschlages wurden. Hauptverdächtiger ist Rudolf Lorenz, der offenkundig fürchtete, dass die Baronin ihm nach dem Leben trachten würde, und der auch – durch den Verkauf des Eigentums der Gruppe der Baronin – Hauptnutznießer des Verschwindens der Baronin und Philippsons war. Treherne vermutet jedoch, dass Friedrich Ritter an den beiden Morden beteiligt gewesen sei. Die Hypothese dieser Tatbeteiligung bleibt zwar spekulativ, lässt sich aber durch mehrere Indizien stützen: Der Hass Ritters auf die Baronin und Philippson ist durch Zeugen belegt, ebenso der Umstand, dass es vor dem Verschwinden der Baronin und Philippsons in mindestens einem Fall zu einer tätlichen Auseinandersetzung zwischen Ritter und Philippson gekommen war. Besonders verdächtig erscheint Ritters Verhalten nach dem Verschwinden der Baronin und Philippsons: Nachdem er kurzzeitig die Jacht-Hypothese übernommen hatte, vertrat er in der Folge die Auffassung, dass die Baronin und Philippson durch Suizid gestorben seien, ehe er in einem erst nach seinem Tod veröffentlichten Zeitungsartikel Heinz Wittmer in eher plumper und unglaubwürdiger Weise des Doppelmordes bezichtigte. Eine Tatbeteiligung der Wittmers hält Treherne, im Gegensatz zu anderen Autoren, die sich mit der Affäre beschäftigt haben, für unwahrscheinlich. Problematisch ist allerdings der Umstand, dass das Vorhaben der Baronin und Philippsons, die Insel zu verlassen, nur durch die Aussage Margret Wittmers belegt ist.
Treherne vermutet, dass die Leichen der Baronin und Philippsons vor der Küste Floreanas den dort zahlreich vertretenen Haien vorgeworfen wurden und damit jede Spur des Verbrechens beseitigt wurde. Nicht gänzlich ausschließen will Treherne jedoch auch die Möglichkeit, dass die Baronin und Philippson infolge des gescheiterten Hotelprojektes gemeinsam durch Suizid ums Leben gekommen sein könnten, indem sie sich im Meer ertränkten. Georg Bremer geht in seiner Darstellung insofern über Treherne hinaus, als er Lorenz und Ritter explizit des Mordes an der Baronin und Philippson bezichtigt.
Die Ermittlungen der ecuadorianischen Behörden beschränkten sich auf eine einige Monate nach dem Verschwinden der Baronin und Philippsons durchgeführte Befragung der Wittmers – Lorenz und Ritter waren zu diesem Zeitpunkt bereits verstorben. Eine behördliche Suche nach den Leichen fand nicht statt.

### Tod von Lorenz und Nuggerud und das Verschwinden des Schiffsjungen
Im Fall des Todes von Lorenz und Nuggerud und des spurlosen Verschwindens José Pasominos geht Treherne von einem Unglücksfall aus. Zeugenaussagen belegen, dass Nuggerud sich unter Hinweis auf den altersschwachen Motor seines Bootes anfangs geweigert hatte, die gefährliche Reise von Santa Cruz nach San Cristóbal zu wagen, sich von Lorenz jedoch durch das Angebot eines hohen Geldbetrages habe umstimmen lassen. Treherne vermutet, dass der Motor des Bootes versagt habe und Lorenz und Nuggerud sich daraufhin dem Rettungsboot anvertraut hätten, mit dem sie auf der Insel Marchena angespült wurden. Was mit dem Boot Nuggeruds und dem Schiffsjungen passiert ist, lässt sich nicht mehr klären. Auf Marchena, wo es keine Süßwasservorkommen gibt, versuchten Lorenz und Nuggerud offensichtlich – wie die Umstände des Leichenfundes belegen –, durch das Trinken von Robbenblut und den Verzehr von rohem Fleisch zu überleben; Versuche, ein Feuer zu entfachen, scheiterten. Der Tod dürfte durch Flüssigkeitsmangel und allgemeine Entkräftung eingetreten sein.

### Tod Friedrich Ritters

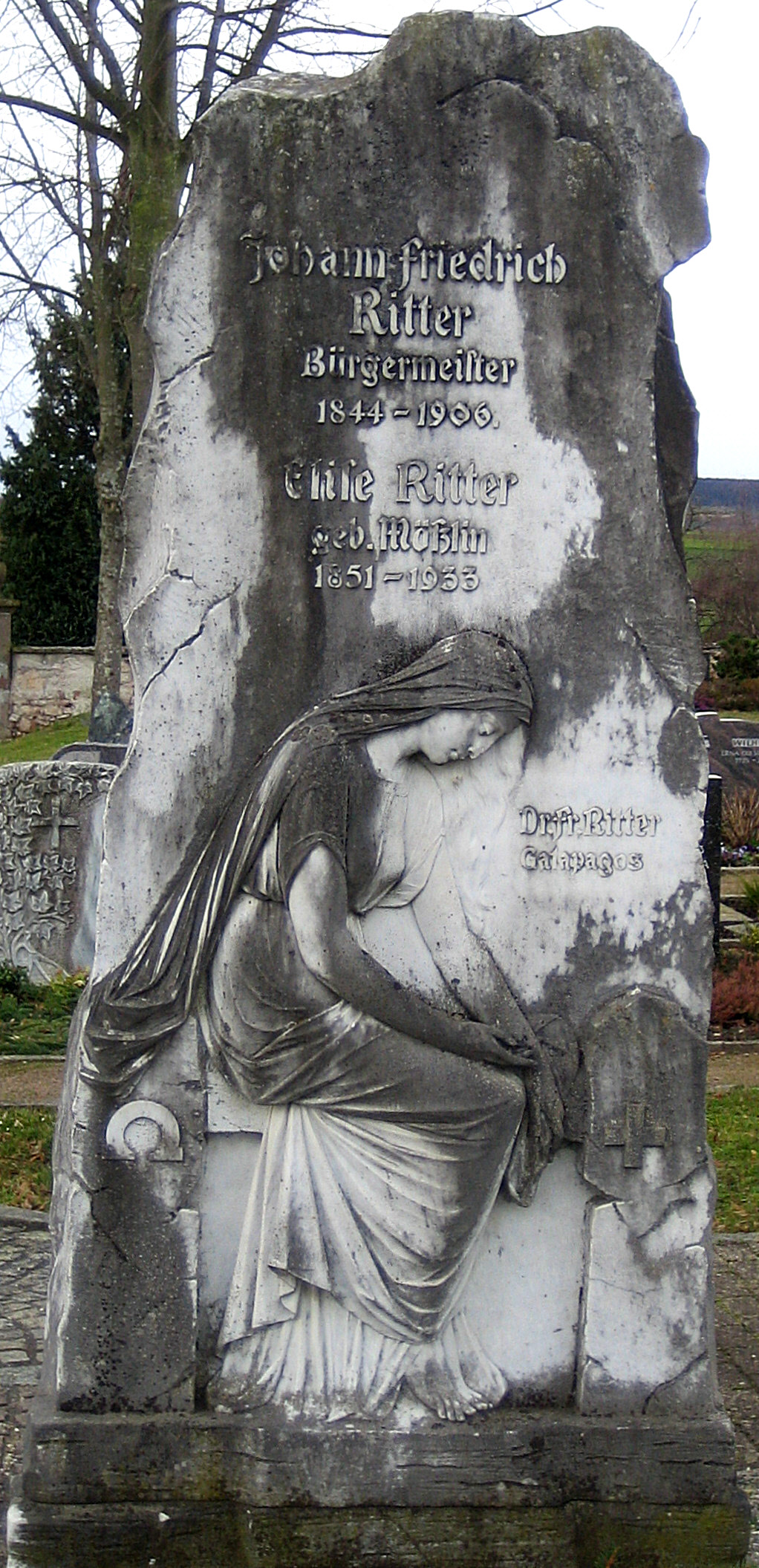
Inschrift auf dem Grabstein seiner Eltern auf dem Friedhof von Wollbach mit Hinweis auf Friedrich Ritter

Friedrich Ritter verstarb am 21. November 1934 auf Floreana an den Folgen einer Vergiftung mit Botulismus-Bakterien (Clostridium botulinum), die er sich durch den Konsum von selbsteingelegtem Hühnerfleisch zugezogen hatte. Da auf Floreana zu diesem Zeitpunkt die Auffindung der Leichen Lorenz’ und Nuggeruds vier Tage zuvor noch nicht bekannt war, ist ein direkter Zusammenhang zwischen beiden Ereignissen auszuschließen. Die Umstände von Ritters Tod lassen es jedoch als sehr wahrscheinlich erscheinen, dass die tödliche Vergiftung Ritters von Dore Strauch, die das Fleisch zubereitet hatte, gezielt herbeigeführt wurde. Ob ihr allfälliges Wissen um eine mögliche Beteiligung Ritters an der Ermordung der Baronin und Philippsons dabei eine Rolle gespielt haben könnte, bleibt spekulativ; anscheinend war Dore Strauch zu diesem Zeitpunkt aber davon überzeugt, dass die Baronin und Philippson ermordet worden waren, hielt Lorenz für einen der Täter und ging möglicherweise auch von einer Tatbeteiligung Ritters aus. Überdies ist nachweisbar, dass Ritter zu diesem Zeitpunkt die Absicht hatte, sich von Strauch zu trennen, und kurz davor wieder Kontakt mit seiner Ehefrau in Deutschland aufgenommen hatte.
An den Umständen von Ritters Tod sind mehrere Details verdächtig: Sowohl Ritter als auch Strauch wussten nachweislich um die Gefahr einer Botulismusinfektion bei selbst eingelegtem Fleisch; im konkreten Fall mussten sie sogar zwingend davon ausgehen, da die betreffenden Hühner nicht geschlachtet wurden, sondern starben, nachdem sie verdorbenes Schweinefleisch gefressen hatten. Ritter war der Überzeugung, dass das Fleisch der Hühner bei entsprechender Zubereitung dennoch genießbar wäre, eine Auffassung, der Treherne – unter Berufung auf Lebensmittelchemiker – ausdrücklich zustimmt. Bei der von Ritter angewandten Methode der Fleischkonservierung hätte bereits eine gründliche Durcherhitzung von nur wenigen Minuten genügt, die Bakterien verlässlich abzutöten. Wenn dies zutrifft, so ist eindeutig von einer unsachgemäßen Zubereitung auszugehen. Auffällig ist weiter, dass Strauch selbst, die angab, ebenfalls von dem Fleisch gegessen zu haben, keinerlei Vergiftungserscheinungen zeigte. Warum sie angesichts der problematischen Herkunft des Fleisches bei Auftreten der ersten Symptome keinen Anlass dazu gesehen hatte, ihren Lebensgefährten davor zu warnen, dass er sich möglicherweise vergiftet habe, konnte Strauch nicht erklären. Auffallend ist überdies, dass Strauch offenkundig extrem lange wartete, ehe sie sich um Hilfe an die Wittmers wandte. Als Margret Wittmer – ihr Mann kam später nach – bei Ritter eintraf, war dessen Zustand bereits hoffnungslos, sodass vorbereitete medizinische Maßnahmen – vorgesehen war unter anderem eine Magenspülung – unterblieben. Ritter konnte aufgrund von Lähmungen im Mundbereich (eine typische Folge von Botulismusvergiftungen) zu diesem Zeitpunkt bereits nicht mehr sprechen, nach Darstellung Margret Wittmers formulierte er jedoch noch eine schriftliche Nachricht, durch die Strauch gleichfalls belastet wird. Ihr an Dore Strauch gerichteter Inhalt soll gelautet haben: „Ich verfluche Dich im letzten Augenblick.“
Befremdlich ist überdies der Umstand, dass Dore Strauch später zwei einander ausschließende Versionen über den Tod Ritters veröffentlichte: In der 1935 erschienenen britischen Ausgabe ihres Buches Satan Came To Eden behauptete sie, dass Ritter an einem Schlaganfall verstorben sei (das verdorbene Hühnerfleisch bleibt hier unerwähnt); in der im darauffolgenden Jahr erschienenen US-amerikanischen Ausgabe desselben Buches wird dagegen – in Übereinstimmung mit früheren Aussagen Strauchs und, zumindest in einigen wesentlichen Teilen, auch der Darstellung Margret Wittmers – in einer wesentlich ausführlicheren Schilderung das verdorbene Hühnerfleisch als Todesursache angegeben; der Tod Ritters wird hier als Folge eines Unfalls dargestellt.
Die ecuadorianischen Behörden beschränkten sich – wie erwähnt – auf eine formale Befragung Strauchs über die Todesumstände Ritters und erlaubten ihr danach die Ausreise. Ritters Leichnam ist mittlerweile von Unbekannten (möglicherweise von Tieren) aus dem noch existierenden Grab auf Floreana entfernt worden. Die gelegentlich kolportierte Behauptung, er sei in seinen Geburtsort Wollbach überführt worden, ist unrichtig; allerdings verweist eine Inschrift auf dem Grabstein seiner Eltern auf dem Friedhof von Wollbach auf Friedrich Ritter.

## Weiteres Schicksal der Überlebenden der Galápagos-Affäre
Dore Strauch kehrte nach dem Tod Ritters nach Deutschland zurück und ließ sich in Berlin nieder. Dort starb sie am 11. Mai 1943 in Berlin-Buch, an den Folgen ihrer MS-Erkrankung, im Alter von zweiundvierzig Jahren (Treherne und Bremer geben 1942 als Todesjahr an). Harry Wittmer ertrank 1951 vor Floreana bei einem Bootsunglück, sein Vater Heinz starb 1963 auf Floreana an den Folgen eines Gehirnschlags. Seine deutlich jüngere Ehefrau Margret Wittmer überlebte alle anderen Zeugen der Affäre um Jahrzehnte; sie verstarb am 21. März 2000 im Alter von beinahe 96 Jahren auf Floreana. Dort betreiben ihre Nachkommen heute in Puerto Velasco Ibarra ein Hotel und ein Bootsunternehmen für Touristen. Die Insel hat mittlerweile, infolge einer gezielt betriebenen Ansiedelungspolitik der ecuadorianischen Regierung, etwa 100 Bewohner – Neuansiedlungen werden allerdings seit geraumer Zeit auf dem Galápagos-Archipel von den Behörden aus Gründen des Umweltschutzes nicht mehr zugelassen.

## Metaphorik von „Paradies“ und „Teufel“ in den Darstellungen der Affäre
Das besondere Interesse der Weltöffentlichkeit an den Vorfällen erklärt sich zum Teil aus den sensationell anmutenden Umständen einer Sex-and-Crime-Geschichte und des an die Konstruktion eines Kriminalromans erinnernden Umstandes der Abgelegenheit des Orts der Geschehnisse, aufgrund dessen es nur eine überschaubare Anzahl von Verdächtigen gab. Vielfach wurde von Kommentatoren aber auch der exemplarische Charakter der Ereignisse im Sinn einer „moralischen Fabel“ hervorgehoben: „Aussteiger“, die der von ihnen negativ bewerteten „Zivilisation“ den Rücken kehrten und sich in eine als heile Welt imaginierte Naturlandschaft zurückzogen, im vermeintlichen Paradies auf Erden aber an ihrer Unfähigkeit zu friedlichem Zusammenleben, an der eigenen Destruktivität und Gewaltbereitschaft zu Grunde gingen. So fällt an den journalistischen und literarischen Darstellungen der Affäre die gehäufte Verwendung einer Metaphorik auf, die Floreana explizit als Garten Eden bzw. Paradies darstellt und im übertragenen Sinn vom Einbrechen des „Teufels“ in das Paradies spricht. Bereits Friedrich Ritter selbst hat sich in mehreren in englischer Sprache verfassten Zeitungsartikeln dieser Wortwahl bedient, Dore Strauch übernahm sie für ihr Buch, spätere Autoren und Übersetzer schlossen sich an.

## Literarische und filmische Verarbeitungen
Georges Simenon war von den Geschehnissen derart beeindruckt, dass er unmittelbar darauf, im März 1935, im Zuge seiner Weltreise einen Zwischenaufenthalt auf Tahiti einlegte und diesen dazu nutzte, die Geschehnisse in seinem Roman Ceux de la soif (der Titel ist eine Anspielung auf die Bergpredigt, Mt 5,6 ) zu verarbeiten – das Buch erschien 1938. Die Figuren der Handlung sind darin eng den realen Personen nachempfunden, soweit Simenon die Geschehnisse rekonstruieren konnte; viele Details der realen Vorgänge waren Simenon jedoch unbekannt, andere wurden von ihm frei erfunden. Die Personen der Handlung treten unter veränderten Namen auf, und es bleibt offen, ob die Baronin (im Buch: Gräfin) und Philippson (im Buch: Arenson) sich selbst getötet haben oder ob sie von Dr. Ritter (im Buch: Dr. Müller) ermordet wurden (Lorenz (im Buch: Kraus) kommt in Simenons Version nicht als Täter in Frage), der Tod Ritters/Müllers wird auf einen Schlaganfall zurückgeführt. Das Buch erschien unter dem Titel Die da dürstet 1989 erstmals in deutscher Übersetzung; seit 2006 ist es unter dem veränderten Titel Hotel „Zurück zur Natur“ in einer überarbeiteten Übersetzung lieferbar.
Im Jahre 1988 veröffentlichte der Dokumentarfilmer Sylvio Heufelder im Auftrag des Bayerischen Rundfunks seine Filmreportage Margret Wittmer – Die Königin von Floreana. Die Dokumentation gibt Einblick in das Leben der inzwischen 84-jährigen Frau und enthält zahlreiche Interview-Sequenzen. Ein Mitschnitt der Dokumentation ist auf YouTube hochgeladen.
2001 veröffentlichte der deutsche Schriftsteller Günter Seuren seinen Roman Die Galápagos-Affäre. Der Autor war im Zuge von Recherchen für Dokumentarfilme (Schätze dieser Erde, von Seuren in drei Bänden veröffentlicht), die er in den 1980er Jahren unternommen hatte, auf die Galápagos-Affäre aufmerksam geworden. Er stellt in seinem Roman die Beziehung zwischen Friedrich Ritter und Dore Strauch, die hier unter ihren richtigen Namen auftreten, in den Mittelpunkt und stützte sich hauptsächlich auf die von Ritter und Strauch selbst publizierten Texte als Quellen. Die Handlung wird retrospektiv aus der Sicht Dore Strauchs erzählt, die in einer Nervenheilanstalt ihrem Therapeuten über die Ereignisse berichtet, wobei der Leser im Voraus erfährt, wie Strauch sich ihre Darstellung vorab zurechtlegt und was sie dem Therapeuten verschweigt. In Seurens Darstellung werden die Baronin und Philippson von Lorenz ermordet, der dazu von Ritter und Wittmer angestiftet wurde; Ritters Tod wird als gezielter Mord Strauchs dargestellt. In Übereinstimmung mit anderen Chronisten der Ereignisse bedient sich auch Seuren mehrfach der Paradiesmetaphorik.
Im Jahr 2013 wurde die Galápagos-Affäre durch den deutsch-ecuadorianischen Autor Nicolas Montemolinos im Buch Drama auf Floreana erneut detailliert recherchiert. Montemolinos bezweifelt die Darstellung Margret Wittmers und kommt zu dem Schluss, dass auch das Ehepaar Wittmer in die Ermordung der Baronin und ihres Liebhabers involviert gewesen sein dürfte.
Die konfliktreiche Verstrickung der Aussteiger auf der einsamen Insel mit letztlich tragischem Ausgang diente auch als Stoff eines Theaterstücks von Rebekka Kricheldorf mit dem Titel Floreana (Uraufführung in einer Inszenierung von Crescentia Dünßer, Zürich Mai 2004).
Am 16. März 2017 wurde am Wiener Theater in der Josefstadt unter der Regie von Stephanie Mohr das Drama Galápagos des österreichischen Dramatikers Felix Mitterer uraufgeführt. Die Besetzung war: Friedrich Ritter – Raphael von Bargen, Dore Strauch – Eva Mayer, Heinz Wittmer – Peter Scholz, Margret Wittmer – Pauline Knof, Die Baronin – Ruth Brauer-Kvam, Rudolf Lorenz – Matthias Franz Stein, Robert Philippson – Roman Schmelzer, Felipe Pasmino, Polizist – Ljubiša Lupo Grujčić.
In der Rahmenhandlung versucht der ecuadorianische Polizeibeamte Felipe Pasmino (eine fiktive Figur) durch Verhöre mit Friedrich Ritter, Dore Strauch und dem Ehepaar Wittmer das Verschwinden der Baronin und Philippsons aufzuklären, wobei große Teile der Aussagen in Form von „Rückblenden“ dargestellt werden. Die Aufklärung des Falls gelingt nicht. Der Tod Friedrich Ritters wird in zwei Szenen hintereinander unterschiedlich dargestellt – einmal entsprechend der Darstellung Margret Wittmers, einmal entsprechend jener Dore Strauchs in der US-amerikanischen Version ihrer Erinnerungen.
Die Galápagos-Affäre inspirierte auch zu mehreren filmischen Bearbeitungen. In Anlehnung an den Roman von Georges Simenon sendete das ZDF am 14. August 1990 einen Kriminalfilm mit dem Titel Das verratene Paradies (französischer TV-Spielfilm, 1989). Bruno Cremer spielt darin die Rolle des Dr. Ritter nachempfundenen Professors Franck Sarnave, der mit seiner Gefährtin Rita (Sylvie Orcier) auf einer einsamen Insel lebt. Der Traum vom beschaulichen Leben wird durch die Ankunft einer exzentrischen Comtessa von Kleber (Mimsy Farmer) und ihrer beiden Liebhaber beendet. In den 90er Jahren wurde die Galápagos-Affäre auch in einem venezolanischen Dokudrama mit dem Titel El Diablo en el Paraiso verfilmt. Cristina Morrison spielt darin die Rolle der Baronin (RTV Caracas 1993, Regie: Gyula David, Produzent: Renato Ortega).
Zwei bereits seit 2010 angekündigte Filmprojekte – ein deutsches Projekt mit dem projektierten Titel Engel und Sünden nach einem Drehbuch von Hartmut Schoen (2009) und ein britisches Projekt The Galápagos Affair nach einem auf Trehernes Buch beruhenden Drehbuch von William Boyd wurden bislang (2017) nicht verwirklicht.
Im Jahr 2013 präsentierten die US-amerikanischen Dokumentarfilmer Dayna Goldfine und Dan Geller nach fünfjähriger Arbeit beim Telluride Film Festival ihren zweistündigen Dokumentarfilm The Galápagos Affair. Satan Came To Eden. Der Film besteht einerseits aus dem reichhaltigen Filmmaterial, das John Garth bei zahlreichen Besuchen auf der Insel drehte (darunter auch Szenen vom Abschied Dore Strauchs von Floreana), andererseits aus Standbildern und aktuellen Szenen von Floreana und anderen Inseln des Archipels. Insbesondere wird durch Interviews mit den Nachfahren anderer europäischer Zuwanderer aus den 1920er und 1930er Jahren ein breites Panorama der Lebensverhältnisse auf den Galápagos-Inseln zur Zeit der Geschehnisse gezeigt. Zu den Interviewpartnern gehört neben den Kindern Margret Wittmers auch ein Großneffe Friedrich Ritters, der dessen Verhalten, das er sehr kritisch beurteilt, teilweise auf die Erfahrung des Grabenkriegs im Ersten Weltkrieg zurückführt. Die originalen (stummen) Filmszenen und die Standbilder sind vielfach mit Zitaten der Akteure (in englischer Sprache) unterlegt und ausgedeutet. Die Sprecher sind: Friedrich Ritter – Thomas Kretschmann, Dore Strauch – Cate Blanchett, Margret Wittmer – Diane Kruger, Heinz Wittmer – Sebastian Koch, Die Baronin – Connie Nielsen, John Garth – Josh Radnor. Hinsichtlich des Verschwindens der Baronin und Philippsons verweigert sich der Film einer Festlegung, präsentiert aber ein Kaleidoskop unterschiedlicher Meinungen von Interviewpartnern, durch die gleichsam alle möglichen Erklärungen durchgespielt werden. Der Film ist inklusive Bonusmaterial – Interviews über das Leben anderer Ansiedler auf den Inseln, eine Naturdokumentation über den Galápagos-Archipel und ein Teilmitschnitt der Pressekonferenz der Filmemacher beim Telluride Festival – als DVD für den amerikanischen Markt (Regionalcode 1) veröffentlicht worden.
Ein Kuriosum stellt ein einige Wochen vor dem Verschwinden der Baronin und Philippsons vom Hollywoodproduzenten Emory Johnson auf Floreana gedrehter 16-mm-Stummfilm dar, in dem die Baronin Wagner de Bousquet eine Piratenkönigin verkörperte. Johnson war mit der Jacht von Allan Hancock nach Floreana gereist. Der Film wurde von Dayna Goldfine und Dan Geller in ihre Dokumentation aufgenommen.
2020 drehte der Filmemacher Jürgen Stumpfhaus die Dokumentation Der Galapagos-Krimi. Ein Drama unter deutschen Aussteigern, die in der Reihe Terra X gezeigt wurde.
Im True-Crime-Podcast Weird Crimes von Ines Anioli und Visa Vie wurden die Vorfälle auf der Insel nacherzählt.
2024 verfilmte der Regisseur Ron Howard die Geschehnisse unter dem Titel Eden. Ritter wird von Jude Law verkörpert, Dore Strauch von Vanessa Kirby. Daniel Brühl spielt Heinz Wittmer, Sydney Sweeney seine Frau Margret. Ana de Armas ist in der Rolle der Eloise Wehrborn de Wagner-Bosquet zu sehen.